# Pedro Sena-Lino
Pedro Sena-Lino (Lisboa, 1977) é um biógrafo, poeta e ficcionista português. Cresceu em Paço de Arcos, onde estudou. Acabou os estudos secundários em Belém-Algés. Depois de uma viagem a Israel aos 14 anos, esteve muito envolvido na vida religiosa até aos 20 anos, tendo inclusivamente considerado ser padre. Doutorou-se em Estudos de Literatura e Cultura Portuguesa, sobre correspondência público-privada. É atualmente assistente de Português para Estrangeiros na Universiteit Gent (Universidade de Gante). 

## Biografia
Aos 20 anos, entrou para a Faculdade de Ciências Sociais e Humanas, para Estudos Portugueses. Foi fundador, com Diogo Bento, Cláudia Chéu e Carla Macedo, entre outros, do grupo de leitura de poesia “Grupesco”, que organizou vários ciclos de leitura de autores contemporâneos, como “Tardes Poéticas” (1996-1998, dois ciclos), onde estiveram presentes poetas como Ana Hatherly, Alberto Pimenta, António Ramos Rosa, Natércia Freire, José Tolentino Mendonça, entre outros. Sob orientação de Sara Figueiredo Costa, fez parte da redação da revista “Comentário”, com Rui Santos, Mariana Pinto dos Santos, entre outros. Na FCSH foi igualmente, por vários mandatos, representante dos alunos no Conselho Pedagógico do Departamento, bem como no Conselho Pedagógico da Faculdade; também desempenhou funções como membro da Assembleia de Representantes da Universidade.
Entre 2001 e 2007 foi colaborador regular do suplemento “Mil Folhas” do jornal “Público”, publicando recensões sobretudo sobre poesia. Colaborou frequentemente com “Brotéria” e “Colóquio/ Letras”.
Entre 2007-2008 foi bolseiro do projeto “Portuguese Women Writers”, coordenado pelas Professoras Dras Teresa Sousa de Almeida e Vanda Anastácio. O projeto foi responsável pelo levantamento em bibliotecas nacionais e europeias, de autoras portuguesas antes de 1900, que acabaram por ser compiladas na base de dados http://www.escritoras-em-portugues.eu. Pedro Sena-Lino começou por ser o bolseiro encarregado da investigação; neste processo encontrou várias cópias manuscritas da religiosa seiscentista Feliciana de Milão (1629-1705), raiz e motivo da sua tese de Doutoramento.
Em 2005, após vários anos de estudos e prática como professor de escrita criativa em pequenos cursos, fundou a Companhia do Eu, escola de escrita criativa, que funcionou durante vários anos na Rua Latino Coelho, em Lisboa, e brevemente também com uma sede no Porto. Tendo desenhado um modelo de curso aplicado a Portugal, desenvolveu-o depois em cursos de média duração (10-12 sessões) e longa duração. Seguiram-se cursos de autobiografia, personagens e ficção. A Companhia do Eu chegou a editar os contos de final de ano de alguns alunos, em várias coletâneas com o título Bicicletas para Memórias e Invenções. Como formadores permanentes, trabalharam para a Companhia do Eu Alexandre Nave, Álvaro Seiça Neves e Maria João Lopes Fernandes; alguns alunos, após um processo de formação, tornaram-se também formadores, como foi o caso de Francisco Ribeiro Rosa, Ricardo Miguel Gomes, Mariana Alvim. A Companhia do Eu encerrou as suas instalações no Porto em 2011, e em Lisboa em 2012, acabando por encerrar em 2013.
Vários dos seus poemas foram musicados: “a verdade apanha-se com enganos” (pel’A Naifa), “fado mentido” (por Gonçalo Salgueiro), e “Movie” ou “Trees, Streets and Thoughts” (por O James), entre outros.
Em 2007 foi convidado pela primeira vez para participar no Festival de Poesia de Berlin, no “Verschmuggel”, tendo traduzido alguns poemas do poeta alemão Daniel Falb, em colaboração com Tiago Morais. https://www.lyrikline.org/pt/poemas/biofagia-xx-5256
Desde 2007 que, com a republicação do livro Criative-se: um manual de escrita criativa (cuja primeira edição foi da responsabilidade da Companhia do Eu) que Pedro Sena-Lino começou a publicar na Porto Editora (Direção Editorial do Porto, dirigida por Cláudia Gomes). Seguiram-se vários outros manuais de escrita criativa, a coordenação de duas antologias de contos (Contos Policiais e Contos de Vampiros), onde colaboraram autores como Dulce Maria Cardoso, Hélia Correia, Rui Zink, Miguel Esteves Cardoso, João Tordo ou Gonçalo M. Tavares. Também na Porto Editora se estreou no romance, com 333 (2009) e com despaís (2013).
Entre 2007 e 2018, irregularmente, manteve o blogue Crónicas de Bizâncio. É um escritor apaixonado e fiel de Diários – que mantém, privados, há anos. Bem como a sua autobiografia, que vem escrevendo desde 1995.

### Escrita
Pedro Sena-Lino começou a publicar em 2000, editando constelação dos antípodas em edição de autor, num livro paginado por Carlos Bravo Villalba e Sara Figueiredo Costa, com fotografias de Ana Cristina Catarino, e prefácio de Ana Hatherly. Pouco depois, veio a lume o pequeno ensaio biobliográfico Natércia Freire, editado pela Câmara Municipal de Benavente, com colaboração de Sara Figueiredo Costa e Diogo Bento.
Seguiu-se as flores do sono, um livro de poemas em prosa, também em edição de autor, com paginação por Sara Frazão. O livro é profusamente ilustrado por Bruno Gaspar, numa parceria artística que se estenderia aos títulos seguintes (as capas de biofagia, ou as ilustrações do livro de contos Museu de História Sobrenatural). Ambos organizaram uma exposição na Ler Devagar, na Rua da Rosa, com desenhos de Gaspar a partir de poemas de Pedro Sena-Lino, em 2003.
Biofagia, de 2003, foi o primeiro volume de poesia a ser publicado na Quasi, seguido de deste lado da morte ninguém responde (2004) – que conheceu uma reedição. Os dois livros receberam atenção crítica. São também os que foram mais traduzidos em Alemão, Inglês e Francês.
http://poemsfromtheportuguese.org/Pedro_SenaLino
Após a publicação da sua primeira biografia literária, De Quase Nada a Quase Rei – uma biografia de Sebastião José de Carvalho e Melo, Marquês de Pombal, na Contraponto, encontra-se atualmente a trabalhar numa segunda biografia de uma personagem do século XVIII. Continua igualmente a desenvolver o seu terceiro romance.

### Investigador
A sua tese de mestrado incidiu sobre José Régio (sua leitura obsessiva de adolescência) e a ideia de identidade. Defendeu-a na FCSH em 2005, com orientação da Prof. Fátima Freitas Morna: O pecado de si mesmo – José Régio e o paradigma da identidade original.
Do seu trabalho como investigador no projeto PWW, nasceu o seu projeto de tese de doutoramento sobre a correspondência de Feliciana de Milão, que foi submetido à FLUL, tendo recebido uma bolsa da FCT. A dissertação, com o título Estratégias por correspondência – uma leitura da obra de Feliciana de Milão engloba uma edição crítica das cartas, um apêndice com outra documentação inédita de época relacionada com a religiosa, bem como um estudo sobre cada uma das cartas da religiosa, o seu contexto histórico-literário, definindo o princípio de “cartas público-privadas”. A tese ocupa-se igualmente dos mecanismos de reprodução de manuscritos como técnica para criação de públicos para as escritoras conventuais. Foi defendida a 8 de março de 2013, recebendo a nota máxima.
Como investigador, dedica-se ao estudo de correspondência dos séculos XVII-XVIII, em particular a técnicas de reprodução, circulação e manipulação da opinião pública. Encontra-se igualmente a terminar um conjunto de ensaios sobre a definição, os desafios e as fronteiras de uma biografia literária.

### Leitura de poesia
Na Universidade, através do “Grupesco” (com coordenação científica da Prof. Clara Rocha) organizou várias leituras de poesia, para além do ciclo “Tardes Poéticas”.
Dirigiu, entre 2003-2006, um ciclo mensal de leituras na Mansão Mantero, onde então residiam António Ramos Rosa, Manuela Margarido, Maria Keil, entre outros.
Entre 2000 e 2011, a convite de D. Fernando Mascarenhas, participou em todos os ciclos de leitura de poesia organizados no Palácio Fronteira.
Em Berlim, organizou várias leituras públicas e privadas, participando regularmente em festivais como leitor de poesia portuguesa.

### Vida pessoal
A família, do lado materno, tem origem no Ribatejo, sobretudo em Benavente. É neto da poeta e jornalista Natércia Freire e sobrinho-neto da romancista Maria da Graça Freire. Natércia Freire casou com José Isidro dos Santos Jr, médico. A primogénita do casal, Ana Lúcia, casou com José Sena Lino.
Do lado paterno, descende do Engenheiro José Sena Lino, que trabalhou frequentemente em vários projetos orientados por Duarte Pacheco, entre os quais o Estádio Nacional. Casou com Maria Armanda Marques, originária de Faro, de uma família de comerciantes marítimos. Mudaram-se para o Funchal, onde José Sena Lino foi nomeado Diretor do Porto do Funchal. O seu primogénito, José Sena Lino, casou com Ana Lúcia. José Sena Lino distinguiu-se como cirurgião cardiotorácico, e de Ana Lúcia Sena Lino, professora. É o terceiro de quatro irmãos: José Miguel, Ana Rita e Ana Mafalda.
Em 2004 mudou-se para Lisboa, para Campo de Ourique. Entre 2012 e 2014 viveu em Berlim, onde participou em vários festivais e eventos literários (Festival Berlinda 2012, Poets’ Corner 2013 e 2014). Aí também trabalhou como professor de português para estrangeiros (na Frei Universitaet Berlin, como substituto durante um semestre) e na VHS.
Em 2014 mudou-se para Bruxelas, onde trabalhou como professor de português para estrangeiros, sobretudo para tradutores e intérpretes. Lecionou na Comissão Europeia. Em 2014-2015 trabalhou como assistente de Português na ULB; em 2015-2016 na Universiteit Antwerpen; e desde 2016 é assistente de Português na UGent, lecionando três níveis de Português, Cultura, Língua e História Lusófona e Literatura Portuguesa.
Tem duas gatas, Sascha e Poppy. Mora em Schaerbeek, em Bruxelas.

### Obras

#### Poesia
- constelação dos antípodas, litera pura, 2000, prefácio de Ana Hatherly
- as flores do sono, litera pura, 2002, ilustrações de Bruno Gaspar
- biofagia, Quasi, 2004
- deste lado da morte ninguém responde, Quasi, 2005 (reed. 2008 com posfácio de Lídia Jorge)
- zona de perda – livro de albas, objeto cardíaco, 2006
- material angústia – uma antologia de dez anos de poesia, Cosmorama, 2010 [com inéditos e posfácio de Ludovic Heyraud]

#### Traduções em antologias
- In Verschmuggel/ Contrabando de Versos, [em alemão], Sextante/ Wunderhorn, 2008
- In Festival de Poesia de la Mediterranea Nº16, [em catalão], 2014
- In Beach by the Hospital, Croácia [em croata], 2012
- In The Space Between the Lines¸Bozar/ Bruxelas, 2015

#### Tradutor de poesia
- Bela Adormecida, de Miriam Reyes, Cosmorama, 2003 (reeditado em Terra e Sangue)
- Naturezas mortas sociais – 33 poemas de Daniel Falb, Sextante, 2009 (com Tiago Morais)

#### Literatura infantil
- Princesa Laranjada, booklândia, 2010, com ilustrações de Estela Baptista Costa (está no PNL)
- Histórias do Trasgo Rasgo, booklândia, 2011, com ilustrações de Dinis Mota
- Um Sonho de Gigante, booklândia, 2011, com ilustrações de Sebastião Peixoto
- Melusina, Serpente e Menina, booklândia, 2012, com ilustrações de Dinis Mota
- A Árvore que não sabia sentir, booklândia, 2012, com ilustrações de Sebastião Peixoto

#### Ficção
- Museu de História Sobrenatural (contos), Autoria, 2007
- 333 (romance), Porto Editora, 2008
- Despaís (romance), Porto Editora, 2013

#### Biografia literária
- De Quase Nada a Quase Rei – uma biografia de Sebastião José de Carvalho e Melo, Marquês de Pombal, Contraponto, 2020

#### Ensaio/ Biografia
- Natércia Freire, Câmara Municipal de Benavente, 2000
- Só a Viagem Responde – sobre Maria da Graça Freire, Câmara Municipal de Benavente/ Litera Pura, 2003

#### Manuais
- Criative-se: curso de escrita criativa I, Porto Editora, 3ª edição, 2013
- Uma Costela de Quem: curso de escrita criativa II, Porto Editora, 2ª edição, 2009
- A minha vida num livro: manual de escrita de autobiografia, Porto Editora, 2010
- Cidades do Mar B1 (com Maria João Manso), manual de PT para estrangeiros, Porto Editora, 2015
- Cidades do Mar B2 (com Maria João Manso), manual de PT para estrangeiros, Porto Editora, 2015

#### Coordenação de Antologias
- Bicicletas para Memórias e Invenções (5 volumes), Companhia do Eu, 2006-2009
- Contos Policiais, Porto Editora, 2008
- Contos de Vampiros, Porto Editora, 2009
- Princesas, Príncipes, Fadas e Piratas com Problemas, Porto Editora, 2009
- 33 Poemas de Natércia Freire, CMB, 2020 (prefácio e edição)

#### Edição
- Poesia Completa de Natércia Freire, Quasi, 2006